# ルイザ・カンポス
ルイザ・カンポス（Luiza Campos、1990年7月30日 - ）は、ブラジルの女子ラグビー選手。

## プロフィール
- ブラジル、ポルト・アレグレ出身[1]。
- ポジションはスタンドオフ(SO)。
- 身長 165cm、体重 64kg

## 略歴
2016年、リオ五輪の7人制女子ブラジル代表に選ばれた。
そして2021年、東京五輪の7人制女子ブラジル代表に選ばれた。
2024年、パリ五輪の7人制女子ブラジル代表に選ばれて主将を務めた。